# 발리천
발리천(鉢里川)은 울산광역시 울주군 온양읍에서 발원하여, 동해선의 선로와 비슷하게 북류하고, 쇠골못 부근에서 대체로 동류하다가, 울주군 온양읍의 회야강으로 흘러드는 강이다.